# 通辽市
通辽市是中华人民共和国内蒙古自治区下辖的地级市，前身为哲里木盟。位于内蒙古自治区东南部，华北地区东北部。市境北抵兴安盟，西北接锡林郭勒盟，西南邻赤峰市，东南界辽宁省朝阳市、阜新市、沈阳市、铁岭市，东北毗吉林省四平市、松原市、白城市。地处松辽平原西部边缘与内蒙古高原的过渡带，西北为大兴安岭，中部为科尔沁草原和西辽河冲积平原，南部为科尔沁沙地。西拉木伦河、老哈河于市西境汇合成西辽河向东横贯市境，东南部东辽河为与辽宁省的界河。全市汉族占约50%，蒙古族占约46%，是全国蒙古族人口最多的地级市，市人民政府驻科尔沁区阿古拉大街。

## 历史

### 古代
战国时期，为防御东胡入侵，燕国在通辽中南部地区修筑燕长城。此後到秦汉时期，均属辽东郡和辽西郡。三国两晋时期，属鲜卑。五胡十六国的前燕统治东、西辽河流域，北燕在此设“归善王”。唐代，在通辽地区南部设饶乐都督府、松漠都督府，北部属室韦都督府。
辽代，嫩江流域和东、西辽河流域归上京道和东京道管辖。科尔沁草原成为辽帝“春捺钵”的重要场所。金代，属上京路临潢府及东北路招讨司、咸平路咸平府管辖。蒙古帝国崛起後，成吉思汗将弟弟拙赤合撒儿分封于此，奠定了后世科尔沁部的基础。元代，由辽阳行省开元路、中书省泰宁路和宁昌路管辖。
明初，归大宁都司管辖。随后该地区隶属于兀良哈三卫之一的泰宁卫。明末，成为科尔沁部牧地，逐渐归附后金。清崇德元年（1636年），科尔沁部六旗、郭尔罗斯部二旗、扎赉特部一旗、杜尔伯特部一旗，于哲里木山（今兴安盟科尔沁右翼中旗境）会盟，因此称“哲里木盟”。“哲里木”系蒙古语译音，意为“马鞍肚带”。

### 近现代
民初，原哲里木盟的各旗分属奉天、吉林、黑龙江三省。其中科尔沁左、右翼六旗属奉天省、郭尔罗斯前旗属吉林省，郭尔罗斯后旗、扎赉特旗、杜尔伯特旗属黑龙江省。
民国3年（1914年），在白音泰赉（巴林太来，原属科尔沁左翼中旗境）设通辽镇。因当时商旅往来，设镇之后道路通向东边的辽源县（今吉林省双辽市），由此得名“通辽”。民国7年（1918年）改为通辽县。
民国18年（1929年）后，南京国民政府将奉天省改名辽宁省，哲里木盟属蒙藏委员会。民国20年（1931年）九一八事变后，通辽被日军占领，属满洲国兴安南省。
1945年抗战胜利，国民政府将其大部分地区划归遼北省。1946年哲里木盟被划入中共解放区，哲里木盟政府驻科尔沁左翼中旗境内的巴音塔拉。同年，析科尔沁右翼前、中、后三旗及扎赉特旗置兴安盟。1947年内蒙古自治政府成立，通辽县成为哲里木盟公署驻地。

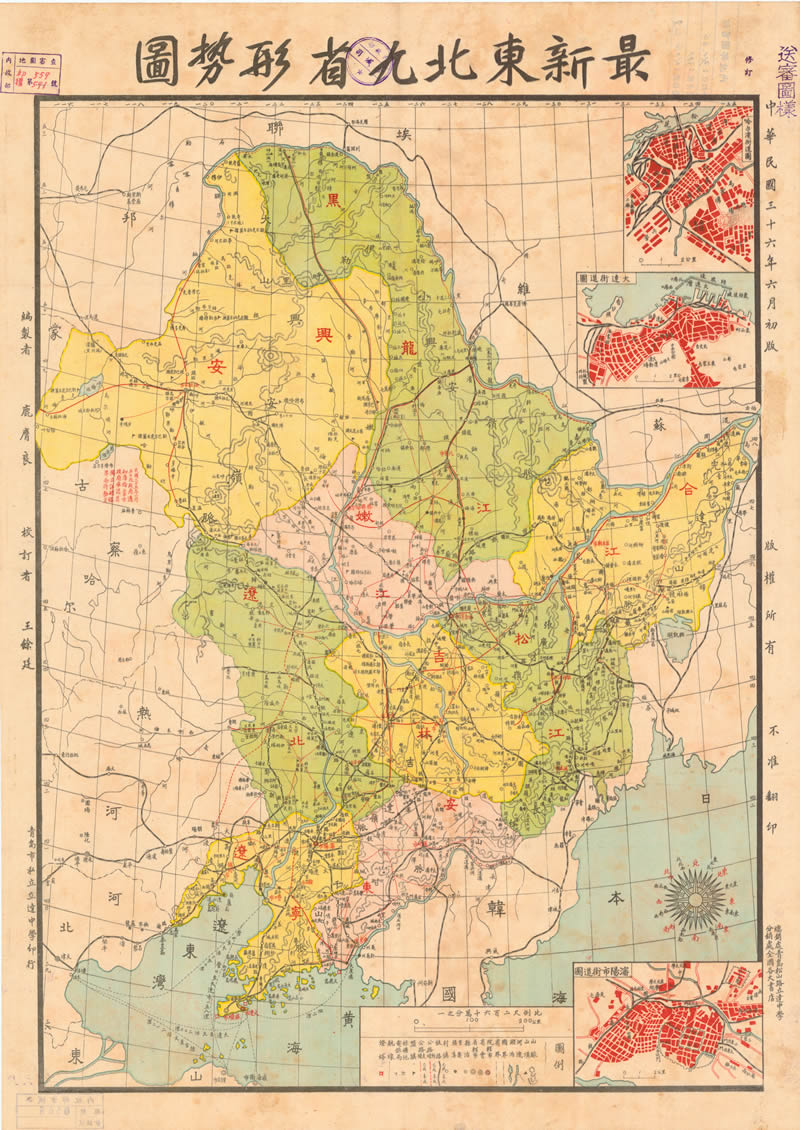
通辽曾在1940年代末归属辽北省（地图左侧绿色部分）

1947年扎鲁特旗、奈曼旗自昭乌达盟划入。1948年库伦旗自昭乌达盟划入。1949年开鲁县自熱河省划入，同年撤销科尔沁左翼前旗，并入彰武县、科尔沁左翼后旗和库伦旗；同年撤销辽北省，划归内蒙古自治区。
1949年哲里木盟盟府驻通辽县。辖通辽、开鲁2县及扎鲁特旗、科尔沁左翼中旗、科尔沁左翼后旗、库伦旗、奈曼旗等5旗。1951年由通辽县析置通辽市，哲里木盟盟府驻通辽市。1953年哲里木盟所属各旗、县均由內蒙古自治區東部區行政公署直辖。1954年恢复哲里木盟，盟府驻通辽市。
1958年撤销通辽县，并入通辽市。1964年恢复通辽县（驻通辽市）。1965年原属呼伦贝尔盟的科尔沁右翼中旗划入哲里木盟。辖1市、2县、6旗。
1969年7月，哲里木盟划归吉林省。1979年7月，哲里木盟复归内蒙古自治区。
1985年11月9日，国务院批准设立霍林郭勒市，以扎鲁特旗的霍林河办事处为其行政区域，驻珠斯花镇。1986年7月21日，国务院批准撤销通辽县，并入通辽市。
1999年1月13日，国务院批准撤销哲里木盟和县级通辽市，设立地级通辽市，市人民政府驻新设立的科尔沁区，以原县级通辽市的行政区域为科尔沁区的行政区域。辖科尔沁区、霍林郭勒市、科尔沁左翼中旗、科尔沁左翼后旗、开鲁县、库伦旗、奈曼旗、扎鲁特旗。原属哲里木盟的县级霍林郭勒市由内蒙古自治区直辖。

## 地理

### 地势
通辽市地势南部和北部高，中部低平，呈马鞍形。北部为大兴安岭南麓余脉的石质山地丘陵，占全市总面积的22.8%，海拔高度400-1300m；南部为辽西山地边缘的浅山、黄土丘陵区，占全市总面积的7.0%，海拔高度550-730m；中部为西辽河流域沙质冲积平原，占全市总面积的70.7%，海拔高度120-320m，其中在西辽河流域冲积平原与山地、丘陵之间的过渡地带分布着起伏不平的沙丘和沙地，海拔高度200-400m。

### 水系
全市流域面积100平方公里以上的河流共47条，水系以西辽河水系为主，分布在其支流西拉木伦河、老哈河、教来河以及新开河，还有东辽河下游和辽河干流的一部分支流、大凌河和霍林河的一部分。由于连年干旱，全市境内辽河、新开河、教来河常年断流。

### 气候
通辽属大陆性温带半干旱气候，四季分明，季风气候显著。冬寒冷长，夏闷热，春秋两季较短。最冷月（1月）平均气温−13.5℃，最热月（7月）平均气温24.1℃，年平均气温6.6℃。
| 1981−2010年间通辽市的平均气象数据                     | 1981−2010年间通辽市的平均气象数据 | 1981−2010年间通辽市的平均气象数据 | 1981−2010年间通辽市的平均气象数据 | 1981−2010年间通辽市的平均气象数据 | 1981−2010年间通辽市的平均气象数据 | 1981−2010年间通辽市的平均气象数据 | 1981−2010年间通辽市的平均气象数据 | 1981−2010年间通辽市的平均气象数据 | 1981−2010年间通辽市的平均气象数据 | 1981−2010年间通辽市的平均气象数据 | 1981−2010年间通辽市的平均气象数据 | 1981−2010年间通辽市的平均气象数据 | 1981−2010年间通辽市的平均气象数据 |
| 月份                                                  | 1月                               | 2月                               | 3月                               | 4月                               | 5月                               | 6月                               | 7月                               | 8月                               | 9月                               | 10月                              | 11月                              | 12月                              | 全年                              |
| ----------------------------------------------------- | --------------------------------- | --------------------------------- | --------------------------------- | --------------------------------- | --------------------------------- | --------------------------------- | --------------------------------- | --------------------------------- | --------------------------------- | --------------------------------- | --------------------------------- | --------------------------------- | --------------------------------- |
| 平均高温 °C（°F）                                     | −6.6 (20.1)                       | −1.5 (29.3)                       | 6.1 (43.0)                        | 16.2 (61.2)                       | 23.3 (73.9)                       | 27.8 (82.0)                       | 29.3 (84.7)                       | 28.4 (83.1)                       | 23.5 (74.3)                       | 15.1 (59.2)                       | 3.5 (38.3)                        | −4.5 (23.9)                       | 13.4 (56.1)                       |
| 日均气温 °C（°F）                                     | −13.0 (8.6)                       | −8.3 (17.1)                       | −0.6 (30.9)                       | 9.4 (48.9)                        | 16.9 (62.4)                       | 21.9 (71.4)                       | 24.2 (75.6)                       | 22.9 (73.2)                       | 16.7 (62.1)                       | 8.2 (46.8)                        | −2.6 (27.3)                       | −10.4 (13.3)                      | 7.1 (44.8)                        |
| 平均低温 °C（°F）                                     | −18.2 (−0.8)                      | −14.0 (6.8)                       | −6.6 (20.1)                       | 2.9 (37.2)                        | 10.3 (50.5)                       | 15.9 (60.6)                       | 19.4 (66.9)                       | 17.8 (64.0)                       | 10.5 (50.9)                       | 2.4 (36.3)                        | −7.5 (18.5)                       | −15.2 (4.6)                       | 1.5 (34.6)                        |
| 平均降水量 mm（）                                     | 1.6 (0.06)                        | 1.2 (0.05)                        | 6.2 (0.24)                        | 17.7 (0.70)                       | 30.0 (1.18)                       | 70.4 (2.77)                       | 97.8 (3.85)                       | 90.6 (3.57)                       | 26.8 (1.06)                       | 16.3 (0.64)                       | 6.9 (0.27)                        | 2.0 (0.08)                        | 367.5 (14.47)                     |
| 平均降水天数（≥ 0.1 mm）                              | 1.6                               | 2.3                               | 3.4                               | 4.6                               | 7.4                               | 11.0                              | 11.6                              | 9.4                               | 7.2                               | 4.3                               | 2.6                               | 2.4                               | 67.8                              |
| 平均相對濕度（％）                                    | 52                                | 44                                | 41                                | 41                                | 45                                | 60                                | 73                                | 72                                | 62                                | 53                                | 52                                | 54                                | 54                                |
| 月均日照時數                                          | 224.7                             | 225.3                             | 272.7                             | 272.0                             | 293.1                             | 284.2                             | 267.2                             | 272.8                             | 268.1                             | 251.3                             | 216.2                             | 206.0                             | 3,053.6                           |
| 可照百分比                                            | 78                                | 77                                | 74                                | 68                                | 65                                | 62                                | 57                                | 63                                | 72                                | 74                                | 74                                | 74                                | 69                                |
| 来源：中国气象局（1971−2000年间的降水天数和日照数据） |                                   |                                   |                                   |                                   |                                   |                                   |                                   |                                   |                                   |                                   |                                   |                                   |                                   |

## 政治

### 现任领导
| 机构     | · 中国共产党 · 通辽市委员会 | 通辽市人民代表大会 常务委员会 | 通辽市人民政府         | · 中国人民政治协商会议 · 通辽市委员会 |
| 职务     | 书记                        | 主任                          | 市长                   | 主席                                  |
| -------- | --------------------------- | ----------------------------- | ---------------------- | ------------------------------------- |
| 姓名     | 孟宪东                      | 纪强                          | 奇·达楞太              | 吕永成                                |
| 民族     | 汉族                        | 汉族                          | 蒙古族                 | 汉族                                  |
| 籍贯     | 内蒙古自治区敖汉旗          | 山东省利津县                  | 内蒙古自治区伊金霍洛旗 | 内蒙古自治区开鲁县                    |
| 出生日期 | 1965年2月（60歲）           | 1966年2月（59歲）             | 1970年12月（54歲）     | 1970年10月（54歲）                    |
| 就任日期 | 2021年5月                   | 2021年2月                     | 2023年2月              | 2021年2月                             |

### 历任领导
| 市委书记 - 祝广垲（1999年8月－2001年9月） - 赵双连（2001年9月－2003年1月） - 莫建成（2003年3月－2004年12月） - 符太增（2005年1月－2006年9月） - 那顺孟和（2006年9月－2010年6月） - 傅铁钢（2010年6月－2011年3月） - 杜梓（2011年3月－2015年8月） - 罗永纲（2015年8月－2016年11月） - 宋亮（2016年11月－2017年3月） - 李杰翔（2017年5月－2019年9月） - 冯玉臻（2019年12月－2021年5月） - 孟宪东（2021年5月－） | 市长 - 赵双连（1999年8月－2001年9月） - 莫建成（2001年9月－2003年3月） - 那顺孟和（2003年4月－2006年10月） - 傅铁钢（2006年10月－2010年6月） - 胡达古拉（2010年6月－2014年8月） - 包振玉（2014年8月－2016年12月） - 郝茂荣（2016年12月－2020年7月） - 郭玉峰（2020年7月－2023年1月） - 奇·达楞太（2023年2月－） |

### 行政区划
通辽市现辖1个市辖区、1个县、5个旗，代管1个县级市。
- 市辖区：科尔沁区
- 县级市：霍林郭勒市
- 县：开鲁县
- 旗：科尔沁左翼中旗、科尔沁左翼后旗、库伦旗、奈曼旗、扎鲁特旗

## 人口
2022年末，全市常住人口283.46万人，比上年末减少1.85万人。其中，城镇人口144.63万人，乡村人口138.83万人；常住人口城镇化率为51.02%，比上年提高0.39个百分点。男性人口143.02万人，女性人口140.44万人。全年出生人口1.48万人，出生率为5.21‰；死亡人口2.51万人，死亡率为8.83‰；人口自然增长率为-3.62‰。
根据2020年第七次全国人口普查，全市常住人口为2,873,168人。同第六次全国人口普查的3,139,153人相比，十年共减少了265,985人，下降8.47%，年平均增长率为-0.88%。其中，男性人口为1,449,181人，占总人口的50.44%；女性人口为1,423,987人，占总人口的49.56%。总人口性别比（以女性为100）为101.77。0－14岁的人口为417,081人，占总人口的14.52%；15－59岁的人口为1,918,926人，占总人口的66.79%；60岁及以上的人口为537,161人，占总人口的18.7%，其中65岁及以上的人口为345,357人，占总人口的12.02%。居住在城镇的人口为1,437,489人，占总人口的50.03%；居住在乡村的人口为1,435,679人，占总人口的49.97%。

### 民族
通辽是全国蒙古族人口数量最多的地级市。常住人口中，汉族人口为1,438,401人，占50.06%；蒙古族人口为1,325,826人，占46.15%；其他少数民族人口为108,941人，占3.79%。与2010年第六次全国人口普查相比，汉族人口减少153,878人，下降9.66%，占总人口比例下降0.66个百分点；各少数民族人口减少112,107人，下降7.25%，占总人口比例增加0.66个百分点。其中，蒙古族人口减少115,449人，下降8.01%，占总人口比例增加0.23个百分点。
| 民族名称                | 汉族      | 蒙古族    | 满族   | 回族   | 朝鲜族 | 达斡尔族 | 苗族  | 锡伯族 | 侗族 | 布依族 | 其他民族 |
| ----------------------- | --------- | --------- | ------ | ------ | ------ | -------- | ----- | ------ | ---- | ------ | -------- |
| 人口数                  | 1,438,401 | 1,325,826 | 87,911 | 11,783 | 2,493  | 1,271    | 1,021 | 964    | 543  | 499    | 2,456    |
| 占总人口比例（%）       | 50.06     | 46.15     | 3.06   | 0.41   | 0.09   | 0.04     | 0.04  | 0.03   | 0.02 | 0.02   | 0.09     |
| 占少数民族人口比例（%） | －        | 92.41     | 6.13   | 0.82   | 0.17   | 0.09     | 0.07  | 0.07   | 0.04 | 0.03   | 0.17     |

## 交通
- 111国道、 303国道、 304国道过境。
- 通辽机场

## 教育

#### 大学
- 内蒙古民族大学

#### 高中
- 科尔沁区第二中学
- 通辽第一中学
- 通辽第三中学
- 通辽第五中学
- 通辽实验中学
- 通辽新城第一中学
- 通辽蒙古族中学

## 物产
- 矿产有天然硅砂和建筑用石。
- 中草药材有甘草、麻黄草、益母草等。
- 野生动物有狐狸、狼、獾子、跳兔、猫头鹰、啄木鸟、鹌鹑、斑鸠、乌鸦、喜鹊、麻雀、鼠类、蜥蜴、蛇、蛙类等。
- 土特产主要有畜产品、硅砂。

## 全国重点文物保护单位
- 库伦三大寺
  - 兴源寺
  - 象教寺
  - 福缘寺
- 僧格林沁王府
- 萧氏家族墓
- 吐尔基山墓
- 开鲁县佛塔
- 奈曼土城子城址
- 灵安州遗址
- 豫州城遗址及墓地
- 韩州城遗址
- 南宝力皋吐古墓地
- 奈林稿辽墓群
- 奈曼蒙古王府
- 寿因寺大殿

## 名胜
- 莫力廟沙漠水庫
- 珠日河牧場
- 大青溝國家級自然保護區
- 奈曼王府

## 城市荣誉
- 中国金融生态示范城市
- 国家卫生城市
- 全国文明城市
- 中国特色魅力城市
- 中国优秀旅游城市
- 全国双拥模范城
- 国家园林城市
- 中国城市绿色竞争力排名第91
- 全国双拥模范城（县）
- 内蒙古自治区双拥模范城